# كاريرا و كاريرا
40°39′16″N 3°35′57″W / 40.654389°N 3.599269°W

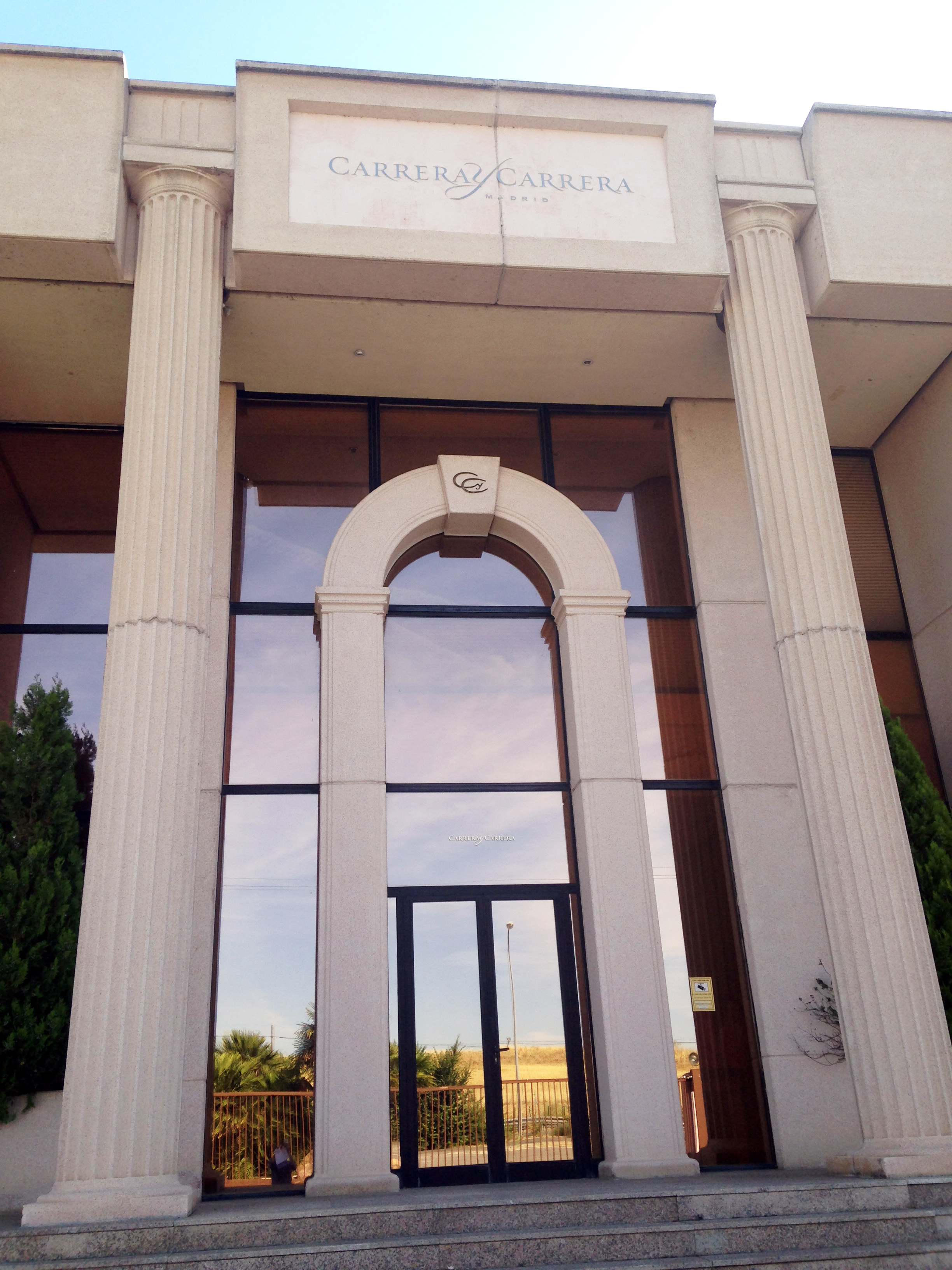
المقر الرئيسي لشركة Carrera y Carrera في سان أوغستين ديل غواداليكس، مدريد.

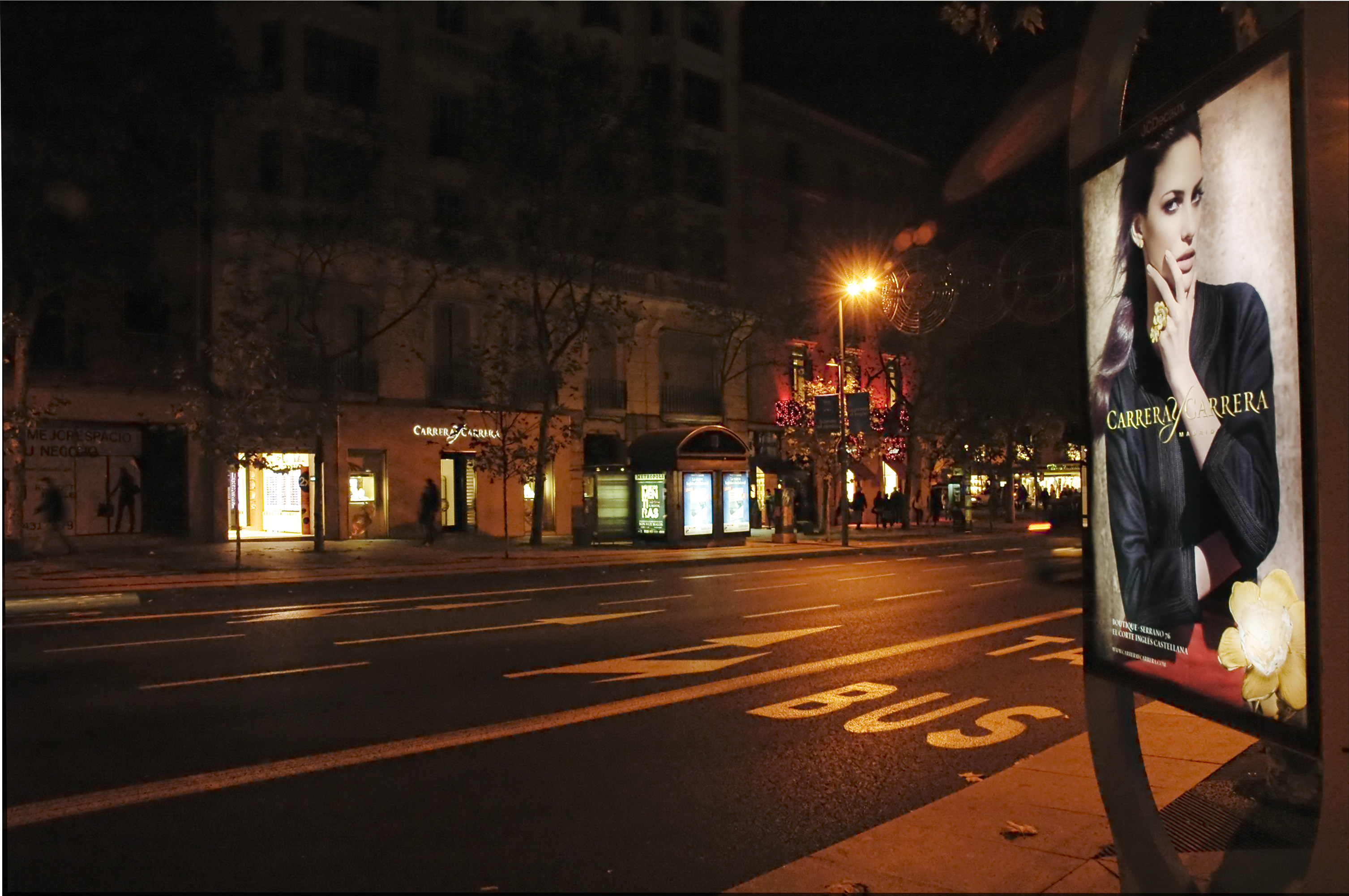
بوتيك "Carrera y Carrera" في شارع سيرانو في مدريد.

كاريرا و كاريرا هي شركة مجوهرات اسبانية. يقع مقرها الرئيسي في سان أغوستين ديل جواداليكس في مدريد، ويعود تاريخها إلى عام 1885 عندما افتتح ساتوريو إستيبان كاريرا ورشة عمل صغيرة للمجوهرات في حي باريو دي لاس ليتراس. خلال سبعينيات القرن العشرين، أنشأ أحفاده مانويل كاريرا وخوان خوسيه كاريرا العلامة التجارية، وبعد ذلك أصبح للشركة عدة مالكين. حاليًا، تمتلك الشركة فروعًا في مدينة نيويورك وطوكيو وموسكو والإمارات الإمارات العربية المتحدة.
عام 2000، حصل مانويل كاريرا على ميدالية من الأكاديمية الروسية للفنون. حاليًا، تمنح الأكاديمية الإسبانية لفنون وعلوم الصور المتحركة خاتم كاريرا وكاريرا للفائزين بجائزة Maja de los Goya خلال حفل توزيع جوائز جويا. كما تمنح الأكاديمية الوطنية لفنون وعلوم الصور المتحركة في روسيا جائزة النسر الذهبي (روسيا) التي صممتها شركة كاريرا و كاريرا.

## التاريخ
عام 1885، انتقل ساتوريو إستيبان كاريرا من الكالا دي إيناريس إلى مدريد وافتتح ورشة مجوهرات صغيرة في المنطقة المعروفة باسم باريو دي لاس ليتراس. واصل ابنه، خوسيه استيبان كاريرا، تقليد صناعة المجوهرات في مدريد بعد أن أكمل دراسته في صناعة الأحجار الكريمة في باريس عام 1920. في سبعينيات القرن العشرين، أنشأ أحفاد ساتوريو مانويل كاريرا وخوان خوسيه كاريرا العلامة التجارية؛ وكان للشركة عدة مالكين منذ ذلك الحين.
في عام 1960، حصلت الشركة على تكليف بصنع تاج زفاف الملكة فابيولا دي مورا إي أراغون ملكة بلجيكا حيث ارتدته في زفافها الملكي من الملك بودوان ملك بلجيكا؛ بعد هذا الإنجاز، أصبحت العلامة التجارية واحدةً من العلامات التجارية الفاخرة الأكثر شهرة على المستوى الدولي. عام 1979، توسعت كاريرا وكاريرا إلى الولايات المتحدة، وفي عام 1994 إلى روسيا، وفي عام 2013 افتتحت أول متجر لها في الصين. في عام 1989، رعت الملكة صوفيا ملكة إسبانيا عرض القطعة المنحوتة "سفينة اكتشاف الذكرة المئوية الخامسة" الذي أقيم في القصر الملكي في مدريد. عام 1992، افتتحت مرافق جديدة للشركة في سان أغوستين ديل جواداليكس. عام 2000، انضمت ميريام، أميرة تورنوفو، إلى فريق التصميم. بين عامي 2002 و2006 تولت شركة Lladró السيطرة على كاريرا. أنشأ مانويل كاريرا، مؤسس العلامة التجارية، بعض مجموعات المجوهرات مرة أخرى. في عام 2019 دخلت الشركة في التصفية القضائية وأغلقت. كانت العارضات يوجينيا سيلفا وألمودينا فرنانديز وأليخاندرا ألونسو أبرز وجوه دار المجوهرات. كما يرتدي المشاهير مثل جينيفر لوبيز، وكيتي بيري، وديمي مور، وليدي غاغا، وأوليفيا وايلد، وأوليفيا باليرمو، وكريستينا هندريكس تصاميم العلامة التجارية كاريرا وكاريرا بانتظام.

## جائزة مايا دي غويا
في عام 2010، أطلقت الأكاديمية الإسبانية للفنون والعلوم السينمائية جائزة "مايا دي غويا" التي يتم بموجبها منح خاتم كاريرا وكاريرا للممثلة الأكثر أناقة في حفل توزيع جوائز غويا. فاز بالجائزة منذ ذلك الحين جويا توليدو، وليديا بوش، وبلانكا سواريز ، وماريبيل فيردو.

## الجوائز
- ميدالية من الأكاديمية الروسية للفنون، 2000 [23]

## الفهرس
- جوان لويس مونتاني، 2004. مانويل كاريرا، 50 عامًا من الإبداع واللحظات التي لا يمكن حلها (مانويل كاريرا، 50 عامًا من الإبداع واللحظات التي لا تُنسى), Publicaciones Joyeras, SA [24]